# Iisalmi
Iisalmi (švédsky Idensalmi) je město a obec v provincii Severní Savo ve Finsku. Nachází se 87 km severně od Kuopia a jižně od Kajaani. V obci žije přibližně 21 tisíc obyvatel , což z ní činí po Kuopiu druhé největší město z pěti měst v Severním Savu. Rozkládá se na ploše 872,20 km², z čehož 109,22 km² tvoří vodní plocha. Hustota zalidnění je 27,47 obyvatel na km². Obec je jednojazyčně finská.
V roce 2010 je Iisalmi známé jako město exportního průmyslu a také jako významné studijní město v regionu.

## Historie
Historie Iisalmi sahá až do roku 1627, kdy byla kolem místního kostela založena farnost.
V 18. století, kdy bylo Finsko pod švédskou nadvládou, Švédsko často válčilo s Ruským impériem, a oblast Koljonvirta v Iisalmi byla bojištěm, na němž došlo k jednomu z největších švédských vítězství. Švédsko však poslední válku s Ruským impériem prohrálo a v roce 1809 muselo Finsko postoupit Ruskému impériu.
Statut města získalo Iisalmi 20. října 1891.

## Geografie
V blízkosti Iisalmi se nachází 111 jezer, z nichž největší jsou jezera Onkivesi, Haapajärvi, Porovesi a Nerkoo.

## Partnerská města
- Kiriši, Rusko
- Lüneburg, Německo
- Notodden, Norsko
- Nykøbing Falster, Dánsko
- Nyköping, Švédsko
- Pécel, Maďarsko
- Võru, Estonsko